# Moneva
Moneva ist eine nordspanische Gemeinde (municipio) mit 118 Einwohnern (Stand: 2024) in der Provinz Saragossa in der Autonomen Gemeinschaft Aragón. 

## Lage
Moneva liegt etwa 65 Kilometer (Fahrtstrecke) südsüdöstlich von Saragossa in einer Höhe von 660 m. 

## Bevölkerungsentwicklung
| Jahr      | 1960 | 1970 | 1981 | 1991 | 2001 | 2011 | 2021 |
| Einwohner | 532  | 232  | 70   | 110  | 148  | 129  | 121  |

## Sehenswürdigkeiten
- Eulalienkirche (Iglesia de Santa Eulalia)
- Turm von Belmonte de Gracián (Torre de Belmonte de Gracián)

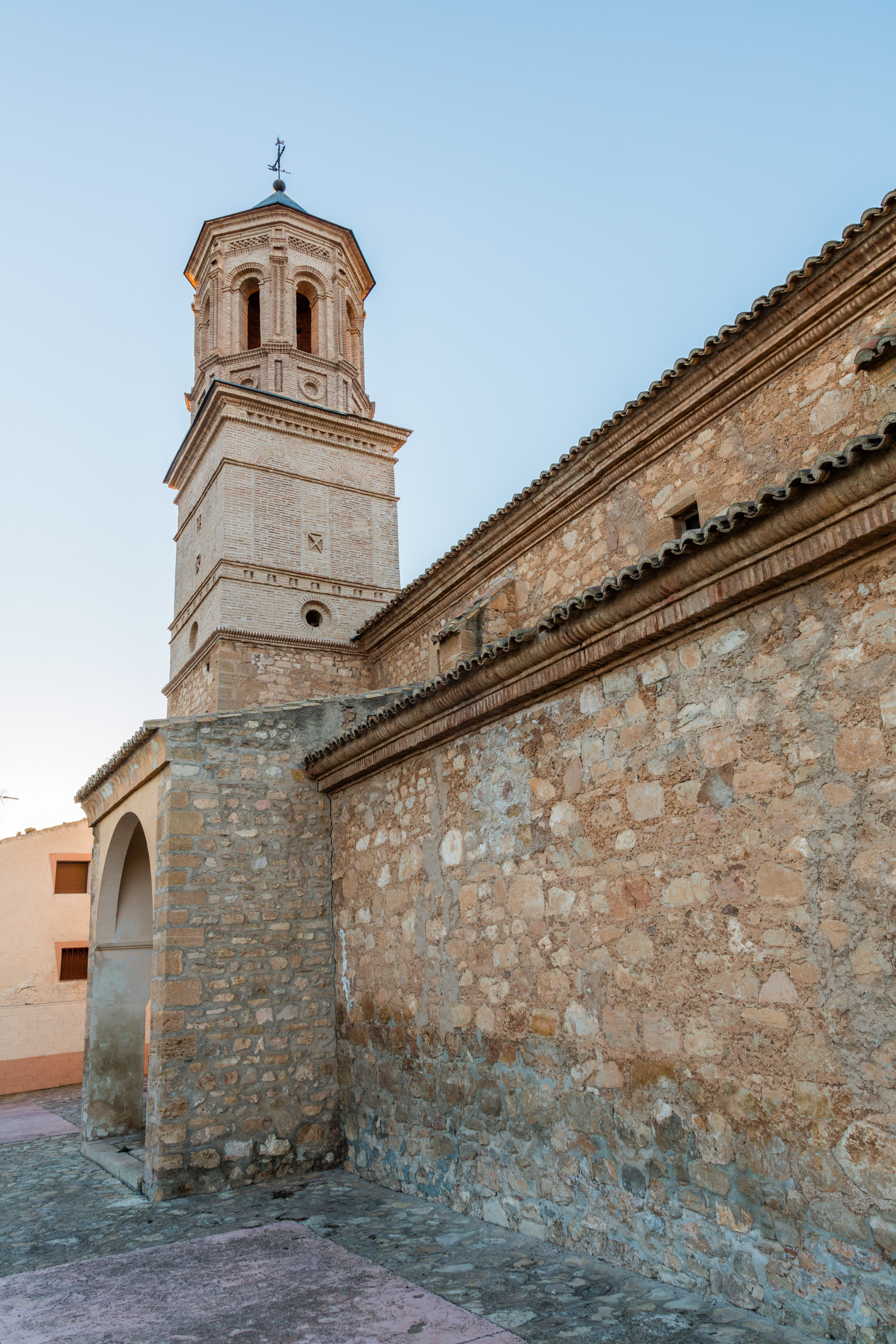
Eulalienkirche
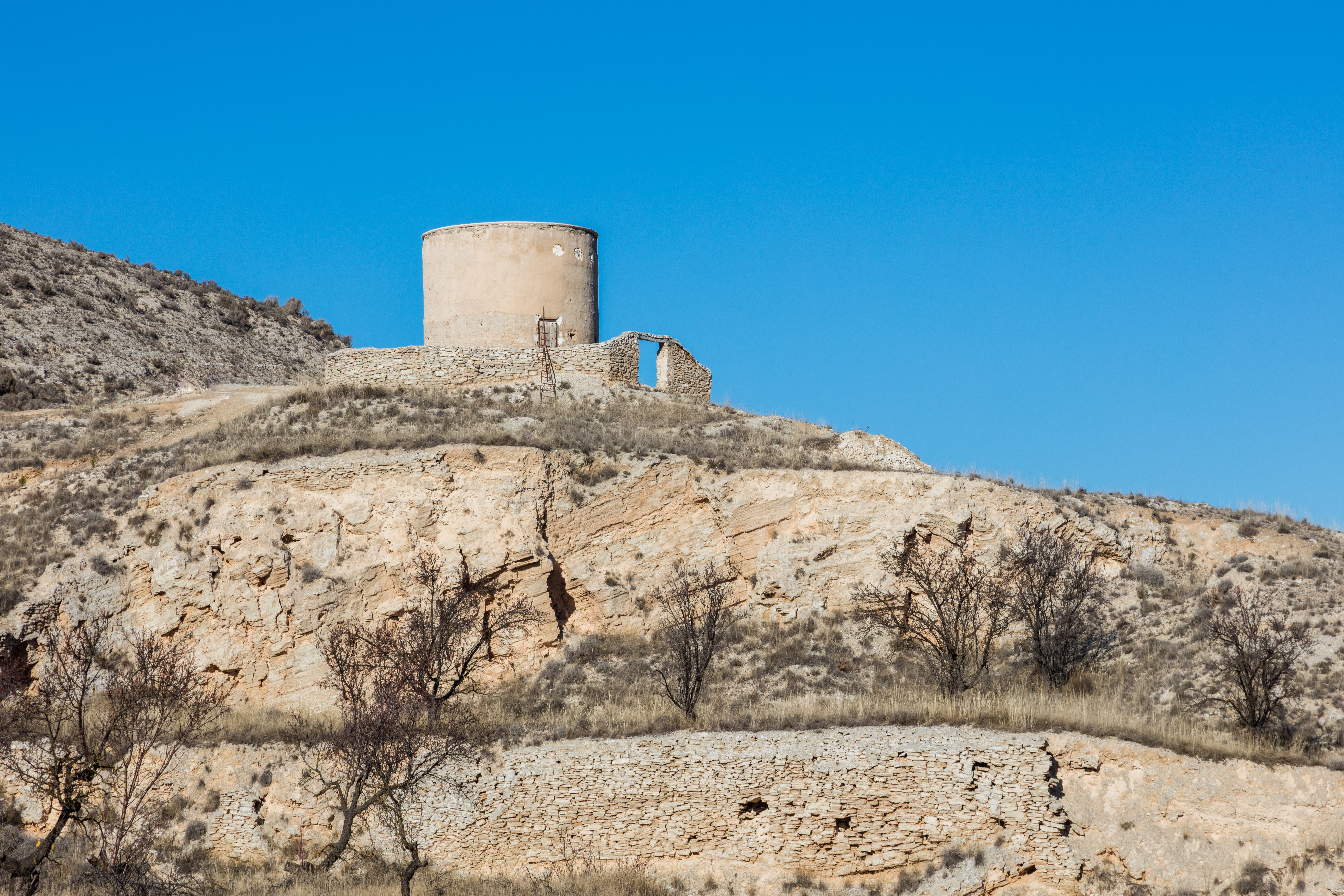
Turm von Belmonte de Gracián